# Nieuw-Caledonische lori
De Nieuw-Caledonische lori (Vini diadema synoniem: Charmosyna diadema) is een vogel uit de familie Psittacidae (papegaaien). De vogel werd in 1860 door twee Franse natuuronderzoekers geldig beschreven. Het is een praktisch uitgestorven,  endemische vogelsoort uit Nieuw-Caledonië.

## Herkenning
De vogel is (was) gemiddeld 19 cm lang en overwegend helder groen gekleurd. De kruin en de "dijen" zijn diep blauw, onder het oog is de kop geel, de anaalstreek is rood en de onderkant van de staart en de uiteinden van de staartveren zijn geel.

## Verspreiding en leefgebied
Deze soort is (was) endemisch in Nieuw-Caledonië, een eiland in het Franse overzees gebiedsdeel Nieuw-Caledonië in de Grote Oceaan. De spaarzame waarnemingen zijn gedaan in half open landschappen met bos en struikgewas.

## Status
De Nieuw-Caledonische lori is waarschijnlijk uitgestorven. Van deze vogel bestaan slechts twee goed bewaarde specimens uit 1859. Daarna zijn er min of meer betrouwbare waarnemingen gedaan in  periode 1880 en 1920, verder in de jaren 1950 en in 1976. Een speciaal onderzoek in 1998 (dat maanden in beslag nam) leverde geen nieuwe aanwijzingen. Als de vogel niet is uitgestorven, bestaat er hoogstens een zeer kleine populatie. Daarom staat de vogel nog als ernstig bedreigd op de Rode Lijst van de IUCN.